# Lex Cassia tabellaria
Lex Cassia tabellaria – ustawa rzymska wydana w 137 p.n.e. na wniosek trybuna Luciusa Cassiusa Ravilli. Wprowadziła tajność w głosowaniu zgromadzenia ludowego działającego w charakterze sądu, z wyjątkiem spraw o zdradę. Wyjątek dotyczący zdrady został następnie zniesiony przez Lex Caelia tabellaria w 107 r. p.n.e.